# 本村康祐
本村 康祐（もとむら こうすけ、1990年12月26日 - ）は、日本のラジオパーソナリティ。現在は株式会社タカラトミーに所属している。山形県出身。

## 来歴
山形県の田舎に生まれる。小学生の頃は家が貧乏でゲーム機を買ってもらえず、好物だったおかめ納豆の懸賞でNINTENDO 64を当てるもソフトが無かったのでコントローラーを握って遊ぶ真似をしていたら見かねた親が『マリオカート64』を買ってくれた。家族で大阪へ引っ越した後、羽曳野市立高鷲中学校で西岡隼基と知り合う。
大阪府立生野高等学校へ進学した後、親から「お前を大学へ行かせる金がない」と言われたのを機にクラブ活動をせず勉強に打ち込むことを決意し、大阪大学に合格した。「卒論がなかったから」との理由で経済学部を選択したが、就職活動に際して知名度があると有利になるのではないかと思い立ってニコニコ動画に「空き缶を捨てようとするとやんわり逃げ出すゴミ箱つくってみた」と題する自作の動画を投稿する。この動画は1日で2万回以上再生されてランキング1位を獲得し、雑誌でも取り上げられたので自信を深め複数の都市銀行に提出したエントリーシートに動画のアドレスを記載したところ結果は全て「不採用」となった。エントリーシートのPDFを探すためニッポン放送のサイトにアクセスした際『オールナイトニッポン0(ZERO)』のオーディションが目に留まり、関西大学に進学していた西岡を誘ってコンビで応募する。その結果、合計1609組の応募者から選ばれて合格となり、2012年4月6日深夜（日付上は4月7日）から1年間にわたって2人で『本村康祐・西岡隼基のオールナイトニッポン0(ZERO)』のパーソナリティを務めた。生放送に際しては毎週、大阪から東京の有楽町にあるニッポン放送へ通っていたが2013年3月29日（日付上は3月30日）放送の最終回のみ西岡が内定した会社の研修により有楽町のスタジオへ来られないため本村のみニッポン放送のスタジオ入りし、関西支社スタジオの西岡と二元中継での番組進行となった。
大阪大学を卒業後、玩具メーカーのタカラトミーに入社。同社を志望した動機は「大人向けの雑貨を作りたかった」からであったが、トレーディングカードゲーム（TCG）の開発部門に配属され2014年発売のTCG『WIXOSS』の立ち上げにアシスタントプロデューサーとして関わっている。同年7月から音泉で放送を開始したインターネットラジオ『selector radio WIXOSS』では、パーソナリティの経験を買われ入社2年目にして番組レギュラーに抜擢された。